# Sargus analis
Sargus analis är en tvåvingeart som först beskrevs av Samuel Wendell Williston  1888.  Sargus analis ingår i släktet Sargus och familjen vapenflugor. Inga underarter finns listade i Catalogue of Life.